# Балтачеева, Найма Валеевна
Найма Валеевна Балтачеева (8 марта 1915 года, Петроград — 18 января 1984 года, Ленинград) — советская артистка балета, балетмейстер и педагог.

## Биография
Найма Валеевна Балтачеева родилась 8 марта 1915 года в Петрограде. В 1935 году окончила Ленинградское хореографическое училище (педагог А. Я. Ваганова). Была первой исполнительницей партии Катерины в балете «Катерина» на музыку А. Г. Рубинштейна и А. Адана (балетместер Л. Лавровский). Это был её выпускной спектакль в Ленинградском хореографическом училище (ныне Академия русского балета имени А. Я. Вагановой).
В 1935—1956 годах работала солисткой балета в Ленинграде, в Мариинском театре.
Одновременно, с 1946 по 1973 год была педагогом классического танца в Ленинградском хореографическом училище. Ученицами Наймы Валеевны в училище были Я. Кукс, Н. Янанис, солистка из театра им. Кирова К. Тер-Степанова; Е. Кристова и М. Дмитриева (Болгария); Р. Симеон и М. Попова (Румыния) и др. .
В разное время работала также педагогом-репетитором в музыкальных театрах Венгрии, Финляндии, Югославии, Болгарии, ГДР (Берлин, 1980—1984), с 1952 по 1978 год работала педагогом-репетитором в Ленинградском ордена Ленина и ордена Октябрьской Революции академическом театре оперы и балета имени С. М. Кирова (ныне Мариинский театр).
С открытием в Уфе Башкирского хореографического колледжа им. Р. Нуреева Найма Балтачеева работала в нём преподавателем по классическому танцу, вела группу девочек. Её муж, артист балета Абдурахман Летфулович Кумысников (1913—1985), вёл в колледже группу мальчиков, а её брат, Балтачеев Тахир Валеевич, был педагогом по характерному танцу.
Учениками Н. Балтачеевой были Ф. М. Нафикова, В. Х. Галимова, Э. М. Тимиргазина, заслуженный работник культуры РБ артистка балета Э. А. Сулейманова.

## Основные партии
Найма Валеевна Балтачеева в разное время танцевала в партиях: па-де-труа («Лебединое озеро» и «Корсар»), Катерина в балете «Катерина», феи Резвости, Сапфиров, Золота и Серебра («Спящая красавица»), Цветочница («Дон Кихот»), фрески («Конёк-Горбунок»), Сюимбике в балете Фарида Яруллина «Шурале» по мотивам одноимённой поэмы Габдуллы Тукая (1941, Татарский театр оперы и балета имени Мусы Джалиля) и др.

## Награды и звания
- Заслуженный деятель искусств РСФСР (1967)
- Заслуженный деятель искусств Татарской АССР
- Заслуженный деятель искусств Башкирской АССР (1955)